# Little Menhir

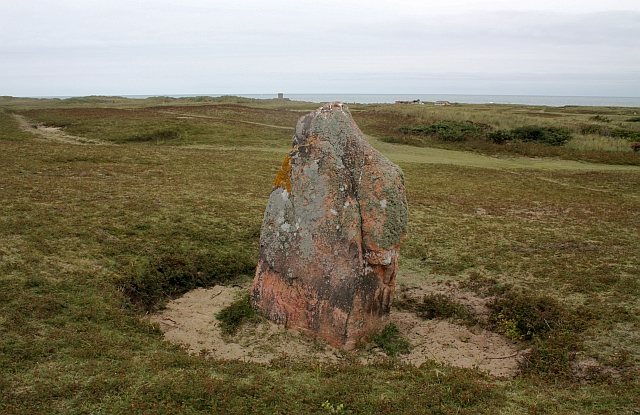
Little Menhir

Der Little Menhir (französisch Le Petit Menhir – deutsch der kleine Menhir) ist ein neolithischer Menhir in der Dünenlandschaft der „White Banks“, in der Nähe des Dorfes La Pulente, bei St Brélade, an der Westküste der Kanalinsel Jersey.
Der Menhir aus farbigem Granit hat eine Gesamthöhe von etwa 2,3 m; der sichtbare Teil beträgt 1,7 m. Der im Moor entdeckte Stein wurde im Jahre 1921 begradigt. Bei der Ausgrabung wurden Reste eines Mühlsteines, eines Ambosses, eines Feuersteinschabers und Keramikscherben gefunden.